# Aldo Donelli
Aldo "Buff" Teo Donelli (ur. 22 lipca 1907 r. w South Fayette Township, zm. 9 sierpnia 1994 r.) – amerykański piłkarz i trener, reprezentant kraju.

## Kariera klubowa
Podczas kariery piłkarskiej występował w klubach Morgan F.C., Cleveland Slavia, Curry Silver Tops, Heidelberg SC, Castle Shannon SC, Pittsburgh Steelers i Philadelphia Eagles.

## Kariera reprezentacyjna
W 1934 został powołany na MŚ 1934. Wystąpił w spotkaniu z reprezentacją Włoch przegranym aż 1:7. W tym to spotkaniu w 57 minucie strzelił jedyną bramkę dla reprezentacji. W 1954 został włączony do National Soccer Hall of Fame.

## Kariera trenerska
Jako trener trenował zespoły Pittsburgh Steelers, Cleveland Rams, Boston University i Columbia University.